# Slumber Party Massacre II
Slumber Party Massacre II es una película slasher de 1987. Fue dirigida por Deborah Brock. Está precedido por The Slumber Party Massacre y sucecidida por Slumber Party Massacre III, Cheerleader Massacre y Cheerleader Massacre 2.

## Argumento
Courtney, la hermana menor de la "nueva chica en el vecindario" de la primera película ya ha crecido. Pero sufre pesadillas de los acontecimientos sucedidos en la primera película. Ella y los demás miembros de su grupo de rock femenino van a un condominio el fin de semana para escuchar música y divertirse con sus novios. Los sueños de Courtney tratan acerca de su hermana, que está en una institución mental advirtiéndole sobre el asesino; y los sueños comienzan a suceder en la vida real, amenazando a Courtney y sus amigos.
La película termina con Courtney (siendo la única sobreviviente) siendo confrontada por el asesino, pero se las arregla para matarlo prendiéndole fuego con un encendedor. Al día siguiente, los paramédicos se llevan a Amy en una camilla. Cuando Courtney la revisa, los ojos de Amy se abren de repente y ella comienza a reír maliciosamente con la voz del asesino. Courtney se despierta en su habitación, sólo para darse cuenta de que era una pesadilla todo el tiempo. Ella entonces se besa con su novio, pero se revela ser el asesino. Courtney se despierta de su pesadilla, gritando profusamente cuando un taladro irrumpe a través del piso, lo que indica que la pesadilla no ha terminado todavía.

## Reparto
| Actor              | Personaje           |
| ------------------ | ------------------- |
| Crystal Bernard    | Courtney Bates      |
| Kimberly McArthur  | Amy                 |
| Juliette Cummins   | Sheila Barrington   |
| Patrick Lowe       | Matt Arbicost       |
| Heidi Kozak        | Sally Burns         |
| Joel Hoffman       | T.J.                |
| Scott Westmoreland | Jeff                |
| Jennifer Rhodes    | Ara. Bates          |
| Cindy Eilbacher    | Valerie Bates       |
| Michael Delano     | Oficial Kreuger     |
| Hamilton Mitchell  | Oficial Voorhies    |
| Atanas Ilitch      | Asesino del taladro |

## Lanzamiento
La película tuvo un lanzamiento limitado en cines de Estados Unidos por Concorde Pictures en octubre de 1987. Fue lanzado posteriormente en VHS por Nelson Entertainment.